# Eilema instabilis
Eilema instabilis là một loài bướm đêm thuộc phân họ Arctiinae, họ Erebidae.